# کانتار د میو سید
کانتار دِ میو سید (به اسپانیایی: Cantar de mio Cid) به معنای «ترانهٔ سید من»، قدیمی‌ترین شعر حماسی به زبان اسپانیایی کاستیلی است. داستان این ترانه بر اساس یک واقعهٔ تاریخی است که در آن از اعمال قهرمان کاستیلی رودریگو دیاز د ویوار معروف به اِل سید یاد می‌شود و رخدادهای داستان در قرن یازدهم میلادی رخ می‌دهد؛ دوران درگیری‌ها در شبه جزیره ایبری بین پادشاهی کاستیل و حکومت‌های مختلف طوایف اندلس. این ترانه حماسه ملی اسپانیا محسوب می‌شود.
این اثر در یک نسخه خطی قرون وسطایی باقی مانده‌است و اکنون در کتابخانه ملی اسپانیا نگهداری می‌شود.